# Insurrecció de Kościuszko
La insurrecció de Kościuszko fou una rebel·lió contra l'Imperi rus i el Regne de Prússia liderada per Tadeusz Kościuszko per part de la República de les Dues Nacions. Va ser un intent fallit d'alliberar a la Confederació de Polònia i Lituània de la influència russa després de la segona partició de Polònia (1793) i la creació de la Confederació de Targowica.

## Antecedents

### Declivi de la Mancomunitat
A principis del segle xviii, la noblesa de Polònia i Lituània controlava l'estat o, de manera més precisa, havia aconseguit que no es duguessin a terme les reformes que podien afeblir el seu estatus privilegiat, mantingut gràcies a la "Llibertat daurada". Amb l'abús de la regla de liberum veto, que permetia a qualsevol diputat paralitzar les cessions del Sejm (Parlament de la Mancomunitat), els diferents diputats que responien als interessos dels magnats, de les potències estrangeres o als seus propis, van paralitzar l'administració pública de la república durant més d'un segle.
La idea de reformar la Mancomunitat guanyà força a partir de mitjans del segle xvii. No obstant això, existia el recel de l'alta noblesa polonesa així com dels països veïns, que estaven satisfets amb el deteriorament de la república i no eren partidaris del ressorgiment de Polònia-Lituània. Amb l'exèrcit de la República de les Dues Nacions reduït a uns 16.000 soldats, no va ser difícil per als seus veïns intervenir-hi directament; l'Exèrcit Imperial Rus tenia 300.000 soldats, el prussià i l'Exèrcit Imperial Austríac (que no va participar activament en la guerra), 200.000 cadascú.

### Intents de reforma

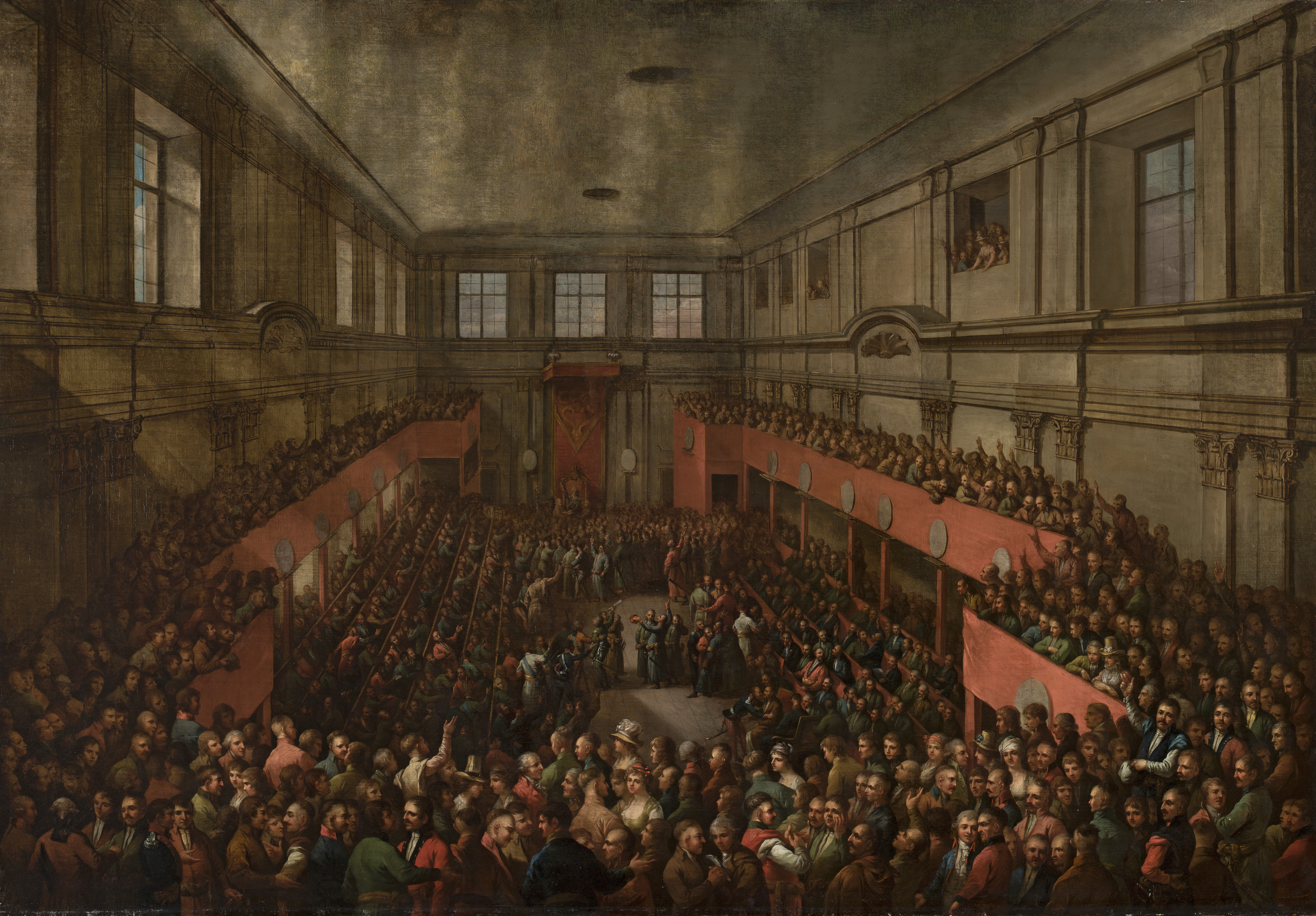
El Gran Sejm, o Sejm dels Quatre Anys (1788–92) i el Senat adopten la Constitució del 3 de maig de 1791, al Castell Reial de Varsòvia. Obra de Kazimierz Wojniakowski

Una gran oportunitat de reforma es presentà durant el "Gran Sejm" del 1788-1792. Els veïns de Polònia estaven ocupats en diverses guerres i no podien intervenir per força en els assumptes polonesos. Rússia i Àustria participaven, llavors, en hostilitats contra l'Imperi otomà (la Guerra russoturca i l'austroturca del 1787 al 1791); els russos també es trobaven lluitant simultàniament en una guerra contra Suècia, del 1788 al 1790. Una nova aliança entre la República de les Dues Nacions i Prússia semblava proporcionar seguretat contra la intervenció russa, i el 3 de maig de 1791 la nova Constitució fou llegida i adoptada amb un suport popular aclaparador.
Havent acabat les guerres de Rússia contra els turcs i els suecs, l'emperadriu Caterina estava furiosa per l'adopció de la nova Constitució polonesa ja que creia que amenaçava la influència russa a Polònia.[10][11][14] Rússia havia vist Polònia com un protectorat de facto. «La pitjor notícia ha arribat des de Varsòvia: el rei polonès s'ha convertit gairebé sobirà», fou la reacció d'un dels principals autors de política exterior de Rússia, Aleksandr Bezborodko, quan s'assabentà de la nova constitució. Prússia també s'oposà fermament a la nova constitució, i els diplomàtics polonesos van saber que Prússia no considerava que les antigues obligacions contretes fossin vinculants. Igual que Rússia, a Prússia li preocupava que l'estat polonès acabat d'enfortir pogués convertir-se en una amenaça, i el ministre de Relacions Exteriors de Prússia, Friedrich Wilhelm von Schulenburg-Kehnert, clarament expressà als polonesos que Prússia no recolzava la constitució i es negà a ajudar la Mancomunitat, fins i tot com a mediador, ja que el nou estat podria suposar una amenaça per a Prússia en el futur. L'estadista prussià Ewald Friedrich von Hertzberg expressà els temors dels conservadors europeus: «Els polonesos han donat el cop de gràcia a la monarquia prussiana votant una constitució», argumentant que una Mancomunitat forta exigiria el retorn de les terres que Prússia va adquirir en la Primera partició de Polònia.

### Segona partició de Polònia

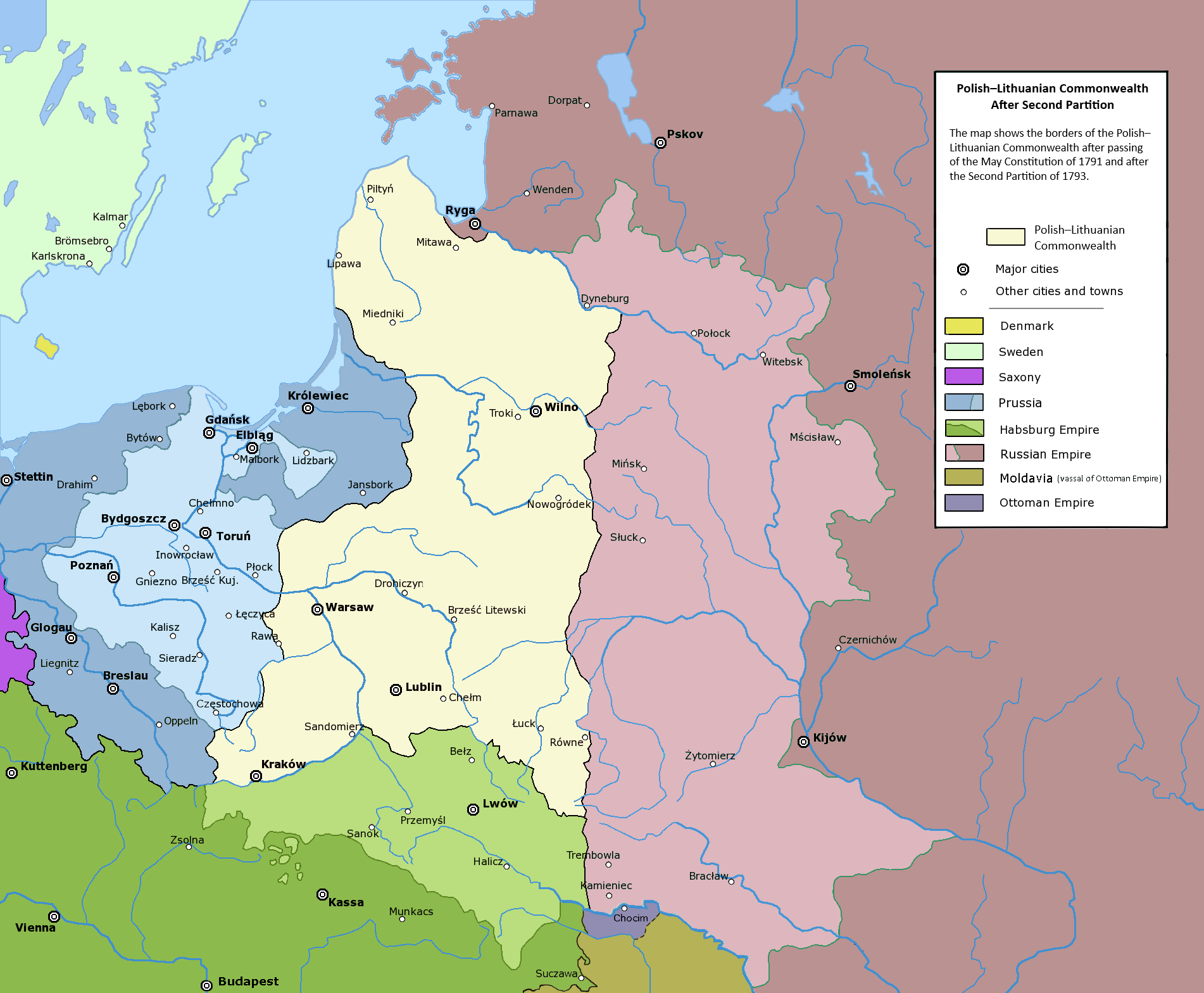
La República de les Dues Nacions després de la segona partició (1793)

La constitució tampoc fou adoptada sense dissensió en la Mancomunitat. Els magnats que s'havien oposat a l'esborrany de la constitució des del principi li van demanar a la tsarina Caterina que intervingués i restablís els seus privilegis, com les Lleis Cardinals, garantides per Rússia i abolides amb la nova carta magna. Amb aquest objectiu, aquests magnats van formar la Confederació de Targowica. En la proclamació de la Confederació, organitzada a Sant Petersburg el gener de 1792, es criticà la constitució per contribuir, en les seves pròpies paraules, al "contagi d'idees democràtiques" seguint "els exemples fatals establerts a París". Afirmaven que «el parlament […] havia violat totes les lleis fonamentals, i escombrat totes les llibertats de la noblesa i el 3 de maig de 1791 es va convertir en una revolució i una conspiració.» Els confederats van declarar la intenció de superar aquesta revolució. «No podem fer res més que recórrer confiadament a la tsarina Caterina, una emperadriu distingida i justa, la nostra veïna amiga i aliada [que] respecta la necessitat de benestar de la nació i sempre li ofereix una mà amiga», van escriure. Els confederats es van alinear amb Caterina i li van demanar una intervenció militar. El 18 de maig de 1792, l'ambaixador rus a Polònia, Yákov Bulgákov, lliurà una declaració de guerra al ministre d'Afers exteriors polonès, Joachim Chreptowicz. Els exèrcits russos van entrar a Polònia i Lituània el mateix dia, començant la Guerra russopolonesa de 1792. La guerra acabà sense batalles decisives, amb una capitulació signada pel rei polonès Estanislau II Poniatowski, que esperava arribar a un acord diplomàtic.
Les esperances del rei Estanislau que la capitulació permetria una solució diplomàtica acceptable es van veure ràpidament estroncades. Amb els nous diputats subornats o intimidats per les tropes russes, va tenir lloc una nova sessió del parlament, coneguda com el Sejm de Grodno, a la tardor de 1793. El 23 de novembre de 1793, va concloure les seves deliberacions sota coacció, anul·lant la constitució i accedint a la segona partició. Rússia, 250 000 km², i Prússia, 58 000 km², van prendre nous territoris de la Mancomunitat. Aquest esdeveniment reduí la població de Polònia a tan sols un terç del que era abans que comencessin les particions, el 1772. El que quedava de la república fou ocupat per guarnicions russes i la seva independència es va veure fortament restringida. El resultat fou un gran cop també per als membres de la Confederació de Targowica, que van veure les seves accions com una defensa dels privilegis centenaris dels magnats, però als quals ara la majoria de la població polonesa els considerava traïdors.

### Augment del malestar
L'exèrcit polonès estava àmpliament insatisfet amb la capitulació i la majoria dels comandants consideraven la rendició del rei prematura; Tadeusz Kościuszko, el príncep Józef Antoni Poniatowski i molts d'altres van criticar l'actuació del monarca i alguns, entre ells Kościuszko, van renunciar al seu càrrec poc després. Amb la derrota de la Mancomunitat en la guerra i l'abolició de la constitució, l'exèrcit quedà reduït a uns 36.000 soldats. El 1794, els russos van exigir una reducció addicional de l'exèrcit a 15.000 soldats. La dissidència en l'exèrcit polonès va ser una de les espurnes que conduirien al conflicte que s'apropava.
La capitulació del rei fou un dur cop per a Kościuszko, que no havia perdut una sola batalla en la campanya. A mitjans de setembre, renuncià a abandonar el país i va partir de Varsòvia a principis d'octubre. Kościuszko, finalment, s'establí a Leipzig, on molts altres comandants i polítics polonesos notables van formar una comunitat d'emigrats. Aviat ell i alguns altres van començar a preparar un aixecament contra el domini rus a Polònia. Els polítics, agrupats a l'entorn d'Ignacy Potocki i Hugo Kołłątaj, van buscar contactes amb grups d'oposició similars formats a Polònia, i a la primavera de 1793 se'ls havien unit altres polítics i revolucionaris, inclòs Ignacy Działiński. Tot i que Kołłątaj i altres havien començat a planejar l'aixecament abans de reunir-se amb Kościuszko, el seu suport fou de gran ajuda per a ells, ja que era, en aquest moment, una de les persones més populars en tota Polònia.
L'agost de 1793, Kościuszko torna a Leipzig, on es va trobar amb demandes per començar a planificar l'aixecament. No obstant això, li preocupava que un aixecament tingués poques possibilitats contra els tres enemics.[34] Al setembre, creuaria clandestinament la frontera polonesa per realitzar observacions personals i trobar-se amb alguns simpatitzants oficials d'alt rang en l'exèrcit polonès restant, inclòs el general Józef Wodzicki. Els preparatius a Polònia van ser lents i es decidí posposar l'aixecament. Llavors Kościuszko marxà a Itàlia, i planejà tornar al febrer. No obstant això, la situació a Polònia estava canviant ràpidament. Els governs rus i prussià van obligar Polònia a dissoldre novament la majoria de les seves forces armades i les unitats reduïdes quedarien incorporades a l'exèrcit rus. A més, al març, els agents tsaristes van descobrir el grup de revolucionaris a Varsòvia i van començar a arrestar notables polítics i comandants militars polonesos. Kościuszko es va veure obligat a executar el seu pla abans de l'esperat, i el 15 de març de 1794 es dirigí a Cracòvia.
El 12 de març de 1794, el general Antoni Madaliński, comandant de la 1a Brigada de Cavalleria Nacional de la Gran Polònia (1.500 soldats) decidí desobeir l'ordre de desmobilització, i traslladà les seves tropes d'Ostrołęca a Cracòvia. Això provocà un esclat d'avalots contra les forces russes en tot el país. S'ordenà a la guarnició russa de Cracòvia que abandonés la ciutat i s'enfrontés a Madalinski, la qual cosa deixà la ciutat completament indefensa, però també frustrava el pla de Kosciuszko d'apoderar-se de les seves armes.

## Insurrecció

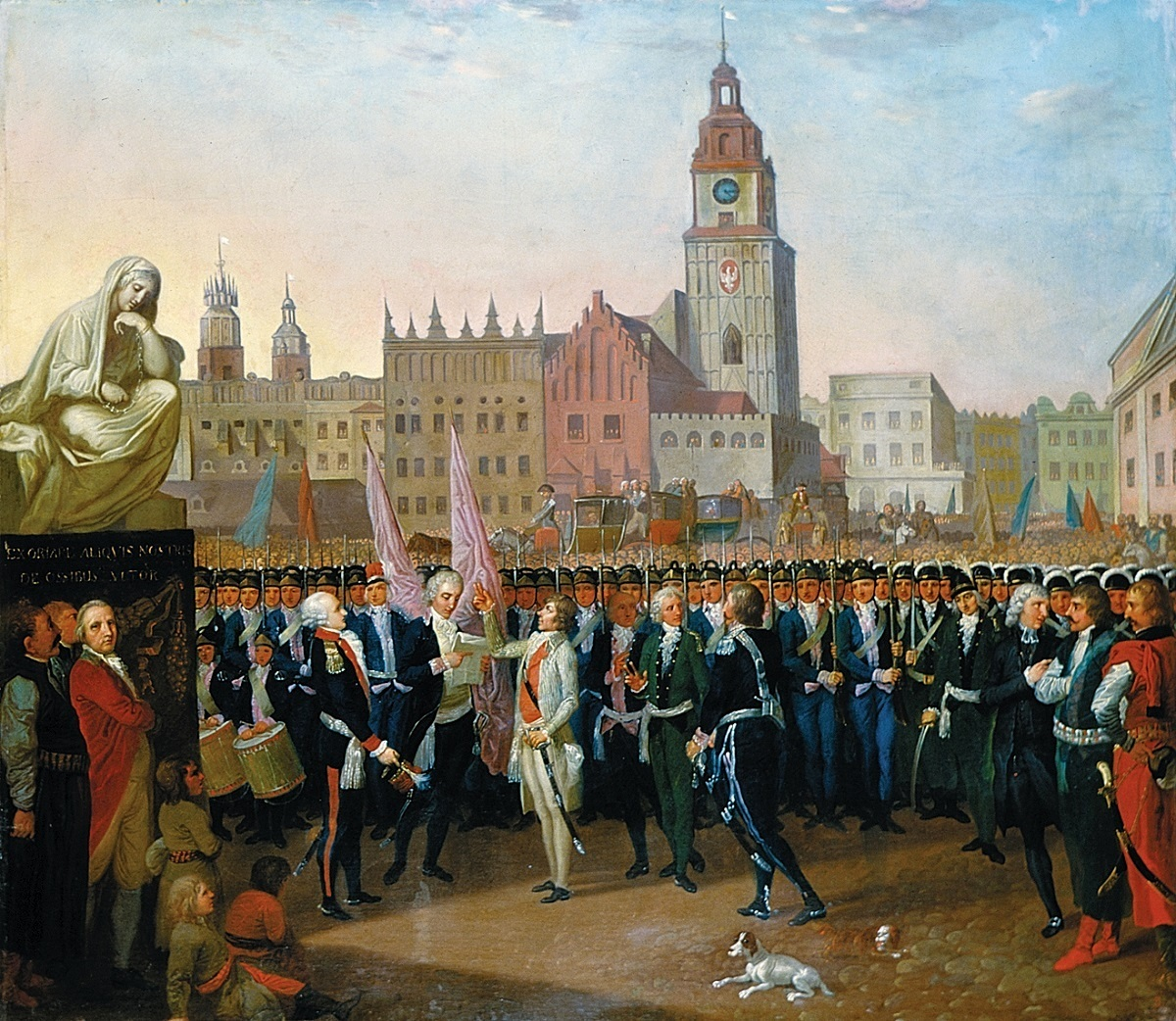
Proclamació de Kościuszko a la plaça del nucli vell de Cracovia el 24 de març del 1794. Obra de Franciszek Smuglewicz

El 24 de març de 1794, Tadeusz Kościuszko, veterà de l'exèrcit continental durant la Guerra de la Independència dels Estats Units, anuncià la insurrecció general en un discurs a la plaça de Cracòvia i assumí els poders de comandant en cap de totes les forces poloneses. També va jurar:

no utilitzar aquests poders per oprimir cap persona, sinó per defensar la integritat de les fronteres de Polònia, recuperar la independència de la nació i enfortir les llibertats universals.

Amb la finalitat d'enfortir les forces poloneses, Kościuszko va emetre una acta de mobilització, requerint que cada cinc cases a la regió de la Petita Polònia donessin almenys un soldat equipat amb carrabina, pica o destral. La Comissió d'Ordre de Kościuszko de Cracòvia reclutà tots els soldats entre 18 i 28 anys i aprovà un impost sobre la renda. Les dificultats per proporcionar suficient armament per a les tropes mobilitzades van fer que Kościuszko formés grans unitats compostes per camperols armats amb dalles.
Amb l'objectiu de destruir l'encara feble oposició, l'emperadriu Caterina ordenà a l'exèrcit del major general Fiódor Denísov d'atacar Cracòvia. El 4 d'abril, tots dos exèrcits es van trobar prop del llogaret de Racławice. En el que es va conèixer com la batalla de Racławice, les forces de Kościuszko van derrotar l'oponent, que era numèricament i tècnicament superior. Després de la sagnant batalla, les forces russes es van retirar però l'exèrcit de Kościuszko era massa feble per començar una persecució reeixida i eliminar les forces russes de la Petita Polònia. Tot i que la importància estratègica de la victòria era gairebé nul·la, la notícia de la victòria s'estengué ràpidament i aviat altres parts de Polònia es van unir a les files dels revolucionaris. A principis d'abril, les forces poloneses concentrades a les terres de Lublin i Volínia, llestes per ser enviades a Rússia, es van unir a les files de les forces de Kościuszko.

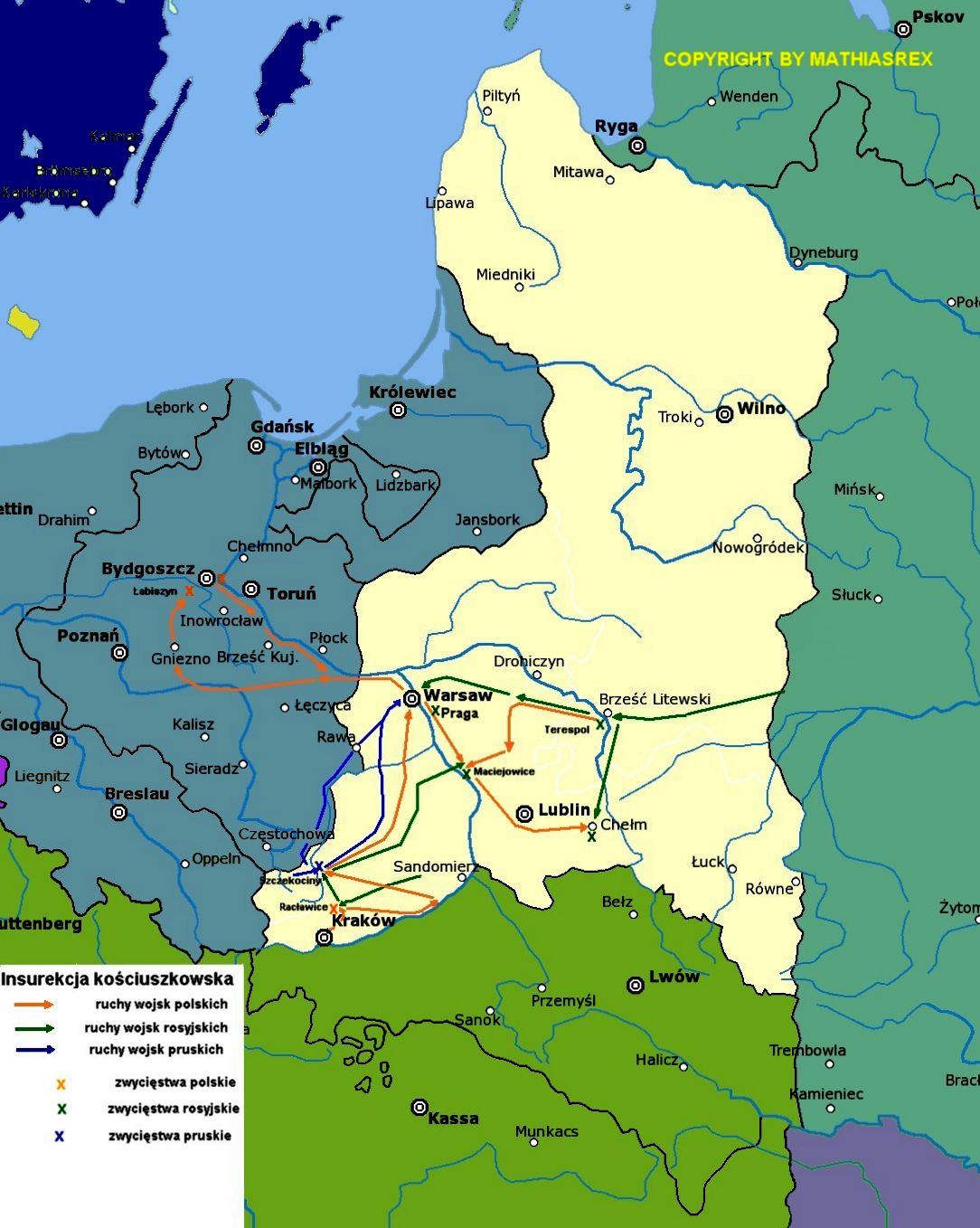
Mapa de la campanya a Polònia, 1794.
Movimients polonesos,
russos i
prussianos.

El 17 d'abril a Varsòvia es produí un intent rus d'arrestar els sospitosos de donar suport a la insurrecció[39] i desarmar la feble guarnició polonesa de Varsòvia, sota el comandament del general Stanisław Mokronowski, que s'havia apoderat de l'arsenal del carrer Miodowa. El resultat, però, fou l'aixecament contra la guarnició russa de Varsòvia, liderat per Jan Kiliński, davant la indecisió del rei de Polònia, Estanislau II Poniatowski. Els insurgents van beneficiar-se de la incompetència de l'ambaixador i comandant rus, Iosif Igelström. El dia triat per a la revolta fou el dijous de Setmana Santa, quan molts soldats de la guarnició russa eren a les esglésies per rebre l'eucaristia sense portar armes. Les forces poloneses van rebre ajuda de la població civil i van tenir el factor sorpresa del seu costat en poder atacar molts grups separats de soldats russos alhora. Com a resultat la resistència a les forces russes s'estengué ràpidament per la ciutat i després de dos dies d'intensos combats, els russos, que van patir entre 2.000 i 4.000 baixes d'una guarnició inicial de 5.000, es van veure obligats a abandonar la ciutat. Jakub Jasiński començà un aixecament similar a Vílnius el 23 d'abril i d'altres el van seguir en altres ciutats i pobles. La massacre de soldats russos desarmats que van assistir al servei de Pasqua fou considerada com un "crim de lesa humanitat" pels russos i va ser motiu de venjança més tard, durant el setge de Varsòvia.
El 7 de maig de 1794, Kościuszko emeté una acta que es va conèixer com la "Proclamació de Połaniec", en què abolí parcialment la servitud a Polònia, atorgà la llibertat civil a tots els camperols i els proporcionà ajuda estatal contra els abusos de la noblesa. Encara que la nova llei mai no entrà en vigor i fou boicotejada per gran part de la noblesa, també va atreure molts camperols a les files dels revolucionaris. Era la primera vegada en la història de Polònia que els camperols eren considerats oficialment com a part de la nació, idea que anteriorment havia quedat reservada a la noblesa.

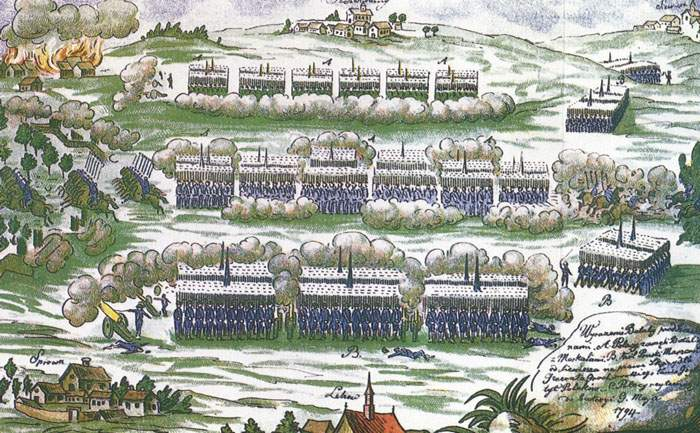
Batalla de Szczekociny, 6 de juny de 1794. Obra de Michał Stachowicz

Malgrat la promesa de reformes i el ràpid reclutament de noves forces, la situació estratègica de les forces poloneses, que incloïen 6.000 camperols, unes poques tropes de cavalleria i 9.000 soldats, encara era crítica.[45] El 10 de maig, les forces de Prússia (17.500 soldats sota el comandament del general Francis Favrat) van travessar la frontera polonesa i es van unir als 9.000 soldats russos que operaven al nord de Polònia. El 6 de juny, Kościuszko fou derrotat en la batalla de Szczekociny per una força conjunta russoprussiana i el 8 de juny, el general Józef Zajączek fou derrotat en la batalla de Chełm. Les forces poloneses es van retirar cap a Varsòvia i van començar a fortificar la ciutat sota les instruccions de Kosciuszko i els seus 16.000 soldats, 18.000 camperols i 15.000 burgesos.[46] El 15 de juny, l'exèrcit prussià capturà Cracòvia sense oposició. Varsòvia fou assetjada per 41.000 russos sota el comandament del general Iván Fersen (Hans Heinrich von Fersen) i 25.000 prussians sota el rei Federic Guillem II de Prússia el 13 de juliol. El 20 d'agost, començà un aixecament a la regió de la Gran Polònia i els prussians es van veure obligats a retirar les seves forces de Varsòvia. El setge s'aixecà el 6 de setembre quan els prussians i els russos van retirar-ne les tropes.
Tot i que l'oposició a Lituània fou aixafada per les forces russes (Vílnius fou assetjada i capitulà el 12 d'agost), l'aixecament en la Gran Polònia aconseguí un cert èxit. Un cos polonès sota el comandament de Jan Henryk Dąbrowski capturà Bydgoszcz el 2 d'octubre i entrà a la Pomerània gairebé sense oposició. Gràcies a la mobilitat de les seves forces, el general Dąbrowski evità ser encerclat per un exèrcit prussià molt menys mòbil i va interrompre les línies d'avituallament prussianes, i forçà els prussians a retirar la majoria de les seves forces del centre de Polònia. No obstant això, els polonesos no van romandre pas massa temps als territoris prussians, i aviat es van retirar al centre de Polònia.

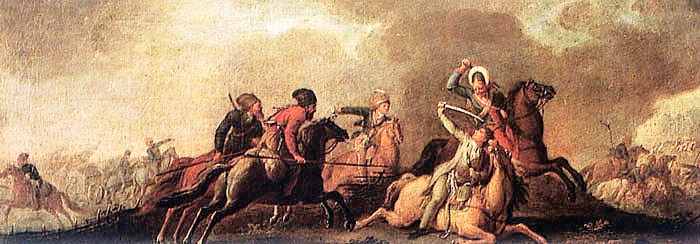
Kościuszko en la batalla de Maciejowice, en què fou ferit i capturat pels russos. Obra de Jan Bogumił Plersch

Mentrestant, els russos van equipar un nou cos d'exèrcit comandat pel general Aleksandr Suvórov i li van ordenar unir-se al cos sota comandament d'Ivan Fersen prop de Varsòvia. Després de la batalla de Krupczyce (17 de setembre) i la de Terespol (19 de setembre), el nou exèrcit començà la seva marxa cap a Varsòvia. Tractant d'evitar que tots dos exèrcits russos s'unissin, Kościuszko mobilitzà dos regiments de Varsòvia i amb els 5.000 soldats del general Sierakowski, s'enfrontà a l'exèrcit de Fersen el 10 d'octubre en la batalla de Maciejowice. Kościuszko fou ferit en la batalla i capturat pels russos, que l'enviaren a Sant Petersburg.
El nou comandant de l'aixecament, Tomasz Wawrzecki, no va poder controlar la propagació de les lluites internes pel poder i finalment es convertí en el comandant d'unes forces militars febles, mentre que el poder polític estava en mans del general Józef Zajączek, que al seu torn va haver de d'enfrontar-se tant amb els esquerrans liberals jacobins com amb la noblesa monàrquica.
El 4 de novembre, les forces conjuntes russes van començar la batalla de Praga, nom que tenia el suburbi a l'est del riu Vístula de Varsòvia, on va tenir lloc. Després de quatre hores de brutals combats cos a cos, els 22.000 soldats russos van trencar les defenses poloneses i Suvórov va permetre que els seus cosacs saquegessin i incendiessin Varsòvia. Aproximadament 20.000 persones van ser assassinades en la massacre de Praga. Zajaczek va fugir ferit, i abandonà l'exèrcit polonès.
El 16 de novembre, prop de Radoszyce, Wawrzecki es va rendir. Això suposà el final de l'aixecament. El poder polonès fou destruït i a l'any següent va tenir lloc la tercera partició de Polònia, després de la qual cosa Àustria, Rússia i Prússia es van annexionar la resta del país.

## Conseqüències

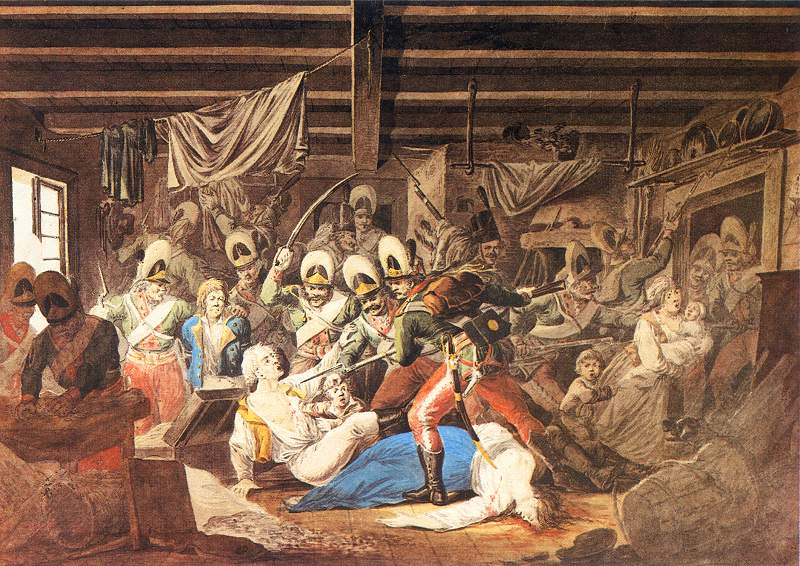
Després de la batalla de Praga, els russos van massacrar civils polonesos. Obra de Aleksander Orłowski

Després del fracàs de l'aixecament de Kościuszko, el país deixà d'existir durant 123 anys, i totes les seves institucions van ser gradualment prohibides pels poders ocupants. No obstant això, l'aixecament també marcà l'inici del pensament polític modern a Polònia i Europa central. La Proclamació de Połaniec de Kościuszko i els radicals jacobins suposà el començament del moviment liberal polonès. Molts polítics polonesos prominents, que van estar actius durant la insurrecció, es van convertir en la columna vertebral de la política polonesa, tant al país com a l'estranger, durant el segle xix. A més, Prússia tenia moltes de les seves forces estacionades a Polònia i no pogué desplegar tropes suficients per reprimir la Revolució Francesa, la qual cosa va contribuir al seu èxit i va permetre el restabliment, encara que breu, d'un estat polonès.
A les terres de la Polònia dividida, el fracàs de l'aixecament significà una catàstrofe econòmica, ja que els antics mercats es van dividir i es van separar entre els ocupants, la qual cosa provocà el col·lapse del comerç. Alguns bancs van desaparèixer i alguns dels pocs centres de fabricació existents van ser tancats. Les reformes dutes a terme pels reformadors i Kosciuszko, destinades a alleujar la servitud, foren revocades. Totes les potències ocupants van gravar fortament les seves terres recentment adquirides, omplint els seus tresors a costa de la població local.
El sistema escolar també fou degradat ja que les escoles en aquests territoris van rebre baixa prioritat. La Comissió d'Educació Nacional, el primer Ministeri d'Educació del món, fou abolida perquè els governs absolutistes de les potències ocupants no van veure guanys a invertir en educació als territoris habitats per reivindicatives minories poloneses. La creació d'institucions educatives en les particions es feu molt difícil. Per exemple, les autoritats prussianes s'oposaren a un intent de crear una universitat a Varsòvia. A més, en les particions alemanya i russa, tots els centres d'aprenentatge restants estaven subjectes a la germanització i russificació; només als territoris adquirits per Àustria va haver-hi relativament poca intervenció governamental en el pla d'estudis. Segons S. I. Nikołajew, des del punt de vista cultural, les particions podrien haver suposat un pas endavant cap al desenvolupament de la literatura i les arts nacionals poloneses, ja que els habitants de les terres dividides van tenir la possibilitat d'adquirir els guanys culturals de la Il·lustració alemanya i russa.
Les condicions per a l'antiga elit polonesa foren particularment dures en la partició russa. Milers de famílies de la szlachta polonesa que van donar suport a la insurrecció de Kościuszo foren privades de les seves possessions i propietats, que es lliuraren als generals russos i favorits de la cort de Sant Petersburg. S'estima que 650.000 serfs polonesos foren transferits als funcionaris russos d'aquesta manera. Alguns dels nobles, especialment a les regions de Lituània i Rutènia de l'antiga Mancomunitat, van ser expulsats al sud de Rússia, on se'ls sotmeté a la russificació. Les autoritats russes van negar a altres nobles el seu estatus de noblesa, la qual cosa significà la pèrdua de privilegis legals i estatus social, la qual cosa limità significativament qualsevol possibilitat d'una carrera en l'administració o l'exèrcit, les trajectòries professionals tradicionals dels nobles polonesos. També significava que no podien posseir terres, en tornar al seu antic estat noble. Però per als camperols cristians ortodoxos de l'oest d'Ucraïna i Belarús, la partició suposà el declivi de l'opressió religiosa que patien per part dels seus antics senyors, que eren seguidors del catolicisme romà.
No obstant això, els cristians ortodoxos eren sols una petita minoria a l'est de Belarús en aquest moment; la majoria predominant de la població del país eren catòlics. Els camperols foren assotats només per esmentar el nom de Kościuszko i la seva idea d'abolir la servitud. El favorit de l'emperadriu, Plató Zúbov, a qui se li van concedir propietats a Lituània, fou especialment infame, ja que personalment torturà fins a la mort molts camperols que es van queixar de l'empitjorament de les condicions. A més d'això, les autoritats russes van dur a terme un intens reclutament per a l'exèrcit rus entre la població, la qual cosa significà un servei pràcticament per a tota la vida.[56] Atès que les condicions de servitud en l'antiga Polònia a causa de l'explotació per part de la noblesa i els reformadors ja eren severes, existeix una discussió sobre com les particions van influir en la vida de la gent comuna.